# Yokosuka P1Y
O Yokosuka P1Y Ginga (em japonês: 銀河; "Galáxia") é um bombardeiro terrestre bimotor, desenvolvido para a Marinha Imperial Japonesa na Segunda Guerra Mundial. Foi o sucessor do Mitsubishi G4M, apelidado nos relatórios aliados como Frances.

## Projeto e desenvolvimento
O P1Y foi projetado pelo Arsenal Técnico Aéreo Naval de Yokosuka para atender à especificação 15-Shi da Marinha Imperial Japonesa, que solicitava a criação de um bombardeiro rápido, com velocidade comparável à do Mitsubishi A6M Zero, alcance similar ao do G4M, carga de bombas de 907 kg (2 000 lb), e a habilidade tanto de lançar bombas quanto de carregar torpedos.Como resultado, seu desenvolvimento foi afetado por complexidade excessiva, dificuldade de produção, e baixa capacidade de manutenção. A baixa disponibilidade de motores Nakajma Homare levou à sua substituição pelo motor Mitsubishi Kasei na versão caça noturno da aeronave, o P1Y2-S.
O projeto simplificado do Ginga é atribuído a Miki Tadanao, engenheiro que, após a Segunda Guerra Mundial, criou um projeto aerodinâmico similar que foi empregado nas primeiras gerações de trens-bala japoneses, os Shinkansen (em japonês: 新幹線), enquanto colaborava com a Empresa Nacional de Caminhos de Ferro do Japão, Japan National Railways (JNR), atualmente Japan Railways (JR).

## Histórico operacional

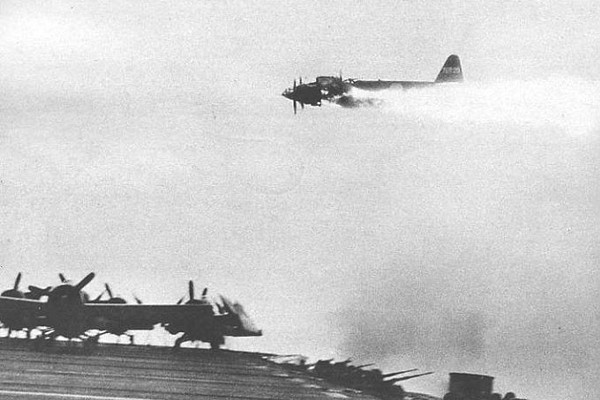
Yokosuka P1Y "Frances" abatido próximo ao USS Ommaney Bay em 15 de dezembro de 1944.

O primeiro voo da aeronave ocorreu em agosto de 1943. A Nakajima produziu 1 002 exemplares, que foram operados por cinco Kōkūtai, e atuavam como bombardeiros terrestres e lançadores de torpedos a partir de baseas aéreas na China, Taiwan, Ilhas Marianas, Filipinas, Ilhas Ryūkyū, Shikoku e Quiuxu. Durante as fases finais da guerra, o P1Y foi empregado como aeronave kamikaze contra a Marinha dos Estados Unidos, durante a Batalha de Okinawa, na Operação Tan número 2.
Uma versão noturna do P1Y foi desenvolvida, o P1Y2-S Kyokko (em japonês: 極光; Aurora), com motores Mitsubishi Kasei, radar e um canhão de 20 mm de disparo ascendente e frontal, no estilo Schräge Musik. Ao todo, noventa e seis aeronaves foram produzidas pela Kawanishi. Porém, devido a seu desempenho inadequado em altas altitudes contra o B-29 Superfortress, muitas aeronaves foram convertidas de volta para bombardeiros P1Y Ginga.

## Variações

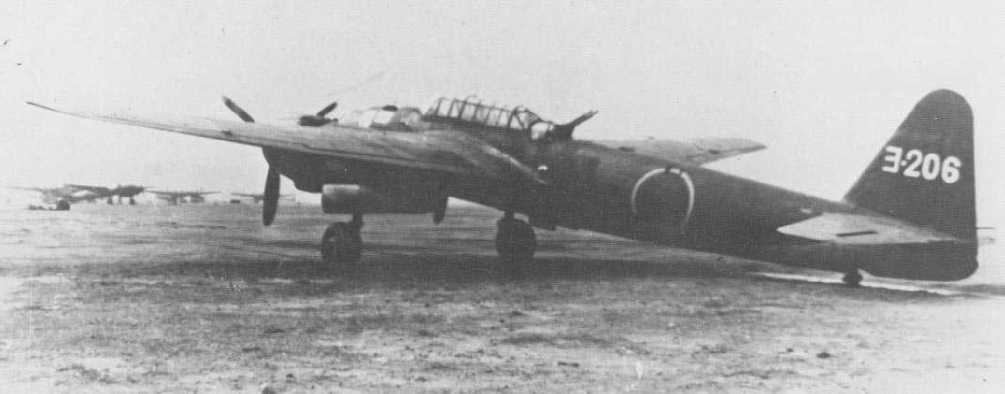
Um P1Y1b, no Kōkūtai de Yokosuka

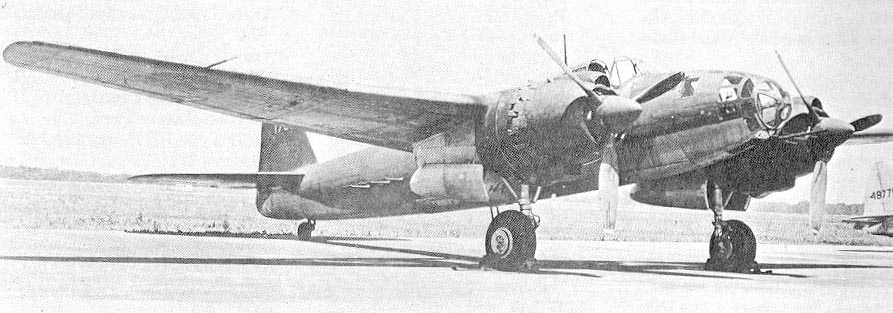
Um P1Y1c, com um único canhão frontal e sem torre dorsal

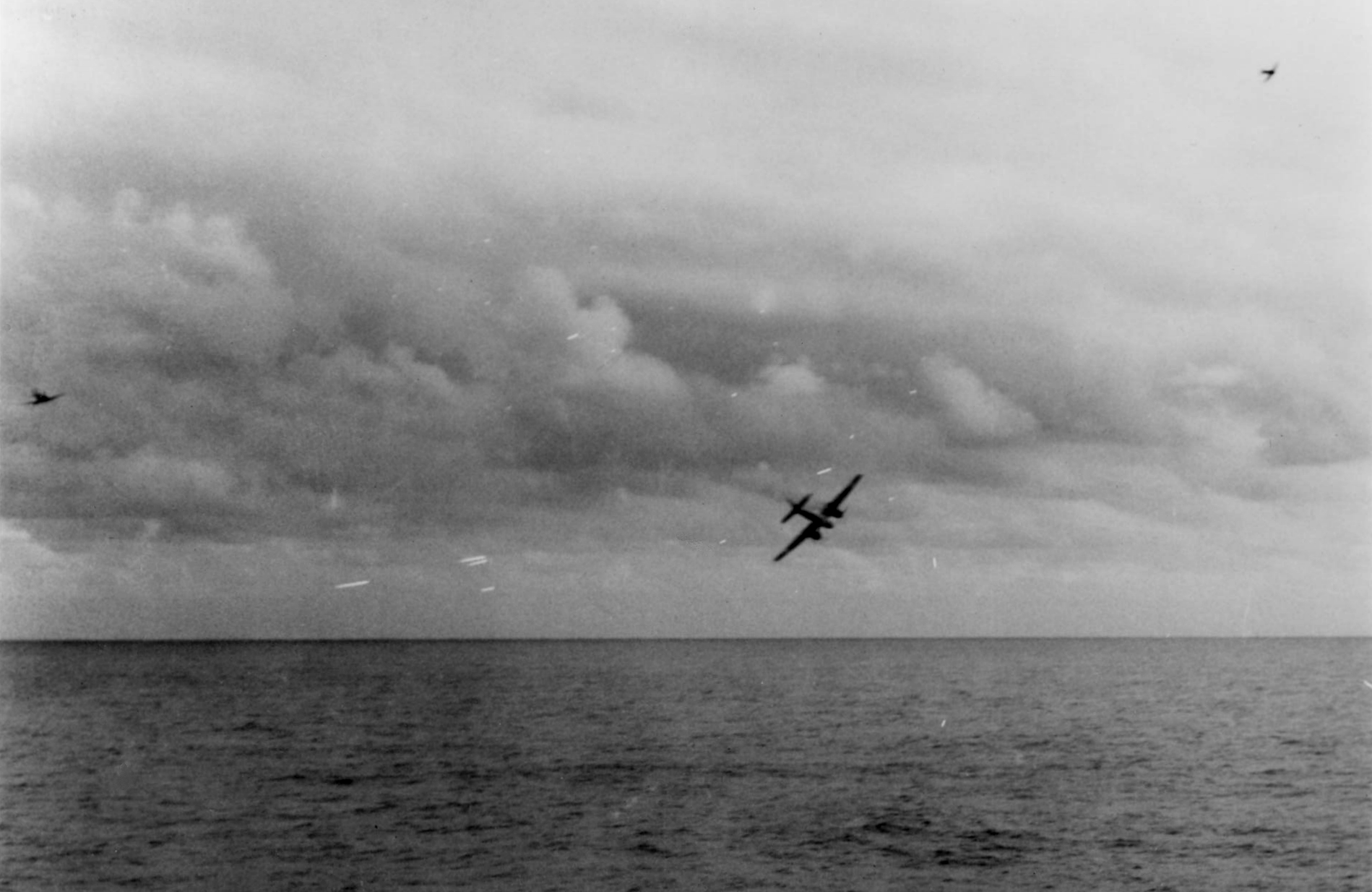
Um P1Y1 sob ataque de aeronaves da Marinha dos Estados Unidos e armas antiaéreas.

Bombardeiro terrestre P1Y1 Experimental Tipo 15 (15試陸上爆撃機, 15-Shi Rikujō Bakugekiki)
Construídos três protótipos e nove protótipos suplementares, com motores NK9C Nakajima NK9B Homare 11 de 1 357 kW (1 820 hp). O terceiro protótipo foi usado mais tarde no banco de testes do motor Ishikawajima Tsu-11.
P1Y1 Ginga ("Galáxia") Modelo 11 (銀河11型, Ginga 11-gata)
Primeiro modelo da série, montado com motores Nakajima Homare 11 ou Homare 12.
P1Y1a Ginga Modelo 11A (銀河11甲型, Ginga 11 Kō-gata)
Montado com motores Homare 12, com metralhadora Type 2 de 1 × 13 mm (0,51 pol) na posição defensiva traseira.
P1Y1b, nome provisório Ginga Modelo 11B (仮称銀河11乙型, Kashō Ginga 11 Otsu-gata)
Convertido a partir do P1Y1a, montado com motores Homare 12, com duas metralhadoras Type 2 de 2 × 13 mm (0,51 pol) na posição defensiva traseira.
P1Y1c, nome provisório Ginga Modelo 11C (仮称銀河11丙型, Kashō Ginga 11 Hei-gata)
Convertido a partir do P1Y1b, montado com motores Homare 12, com uma metralhadora Type 2 de 1 × 13 mm (0,51 pol) na posição frontal, foi apenas um protótipo.
P1Y1 Ginga Modelo 11, variação caça-noturno (銀河11型改造夜戦, Ginga 11-gata Kaizō yasen)
Convertido a partir do P1Y1 Ginga. Armado com 2 canhões Tipo 99 de 20 mm, foi utilizado apenas pelo 302º Kōkūtai e não se trata de equipamento de regulamentação naval.
P1Y1-S, nome provisório Ginga Modelo 21 (仮称銀河21型, Kashō Ginga 21-gata)
Variação caça-noturno. Armado com 4 canhões Tipo 99 de 20 mm disparando obliquamente para a frente, e 1 metralhadora Type 2 de 13 mm (0,51 pol) na posição defensiva traseira, foi apenas um projeto.
P1Y1, variação de ataque terrestre
Convertido a partir dos modelos P1Y1 e P1Y1a, com até 20 canhões de 20 mm Tipo 99 instalados no compartimento de bombas,  para uso em ataques terrestres contra bases das aeronaves B-29 nas Ilhas Marianas. Aproximadamente 30 unidades construídas.
P1Y2-S, nome provisório Ginga Modelo 26 / Teste de produção Kyokkō ("Aurora") (仮称銀河26型/試製極光, Kashō Ginga 26-gata / Shisei Kyokkō)
Variação caça-noturno. Inicialmente chamado de Hakkō (白光, "Corona") em outubro de 1943, foi posteriormente rebatizado como Kyokkō em março de 1944. Convertido a partir dos modelos P1Y1 e P1Y1a, equipado com motores Mitsubishi MK4T-A Kasei 25, armado com 2 canhões Tipo 99 de 20 mm, e 1 canhão Tipo 5 de 30 mm. Posteriormente, praticamente todos eles foram convertidos para versões P1Y2. Entre 96 e 97 unidades produzidas.
P1Y2, nome provisório Ginga Modelo 16 (仮称銀河16型, Kashō Ginga 16-gata)
Bombardeiro terrestre. Convertido a partir do modelo P1Y2-S, montado com motores Mitsubishi MK4T-A Kasei 25 com 1 380 kW (1 850 hp).
P1Y2a, nome provisório Ginga Modelo 16A (仮称銀河16甲型, Kashō Ginga 16 Kō-gata)
Convertido a partir do modelo P1Y1a, montado com motores Mitsubishi MK4T-A Kasei 25.
P1Y2b, nome provisório Ginga Modelo 16B (仮称銀河16乙型, Kashō Ginga 16 Otsu-gata)
Convertido a partir do modelo P1Y1b, montado com motores Mitsubishi MK4T-A Kasei 25.
P1Y2c, nome provisório Ginga Modelo 16C (仮称銀河16丙型, Kashō Ginga 16 Hei-gata)
Convertido a partir do modelo P1Y1c, montado com motores Mitsubishi MK4T-A Kasei 25.
P1Y2 Ginga Modelo 16, variação caça-noturno (銀河16型改造夜戦, Ginga 16-gata Kaizō yasen)
Convertido a partir do modelo P1Y2. Armado com 2 metralhadoras Tipo 99 de 20 mm, ou 1 canhão Tipo 5 de 30 mm, foi utilizado apenas pelo 302º Kōkūtai e não se trata de equipamento de regulamentação naval.
P1Y3, nome provisório Ginga Modelo 13 (仮称銀河13型, Kashō Ginga 13-gata)
Convertido a partir do modelo P1Y1, montado com motores Homare 21.
P1Y4, nome provisório Ginga Modelo 12 (仮称銀河12型, Kashō Ginga 12-gata)
Convertido a partir do modelo P1Y1, montado com motores Homare 23.
P1Y5, nome provisório Ginga Modelo 14 (仮称銀河14型, Kashō Ginga 14-gata)
Convertido a partir do modelo P1Y1, montado com motores Mitsubishi Ha-43.
P1Y6 , nome provisório Ginga Modelo 17 (仮称銀河17型, Kashō Ginga 17-gata)
Convertido a partir do modelo P1Y2, montado com motores Mitsubishi MK4T-C Kasei 25.
Nome provisório Ginga Modelo 33 (仮称銀河33型, Kashō Ginga 33-gata)
Variante de bombardeiro de longo alcance, com 4 tripulantes e bombas de até 3 000 kg, foi apenas um projeto.
Teste de produção Tenga (試製天河, Shisei Tenga)
Variante proposta de bombardeiro a jato, montado com motores Ishikawajima Ne-30. Descontinuado em 1945.
Bombardeiro da Marinha MXY10 Yokosuka Ginga
Réplica terrestre não voadora do Yokosuka P1Y1.

## Aeronaves construídas pela Nakajima e pela Kawanishi
|      | Janeiro | Fevereiro | Março | Abril | Maio | Junho | Julho | Agosto | Setembro | Outubro | Novembro | Dezembro | Sub Total |
| 1943 |         |           |       |       |      |       |       | 2      | 4        | 4       | 10       | 25       | 45        |
| 1944 | 11      | 20        | 35    | 46    | 46   | 51    | 47    | 48     | 69       | 75      | 88       | 84       | 620       |
| 1945 | 90      | 52        | 52    | 63    | 64   | 53    | 40    | 20     |          |         |          |          | 434       |

## Operadores

### Japão
Serviço Aéreo da Marinha Imperial Japonesa
- Kōkūtais
  - 302º Kōkūtai, equipados somente com variações de caça-noturno.
  - 521º Kōkūtai
  - 522º Kōkūtai
  - 523º Kōkūtai
  - 524º Kōkūtai
  - 701º Kōkūtai
  - 706º Kōkūtai
  - 752º Kōkūtai
  - 761º Kōkūtai
  - 762º Kōkūtai
  - 763º Kōkūtai
  - 765º Kōkūtai
  - 1001º Kōkūtai
  - 1081º Kōkūtai
  - Kōkūtai de Miyazaki
  - Kōkūtai de Toyohashi
  - Kōkūtai de Yokosuka
- Kogeki 262º Hikōtai
- Kogeki 401º Hikōtai
- Kogeki 405º Hikōtai
- Kogeki 406º Hikōtai
- Kogeki 501º Hikōtai
- Kogeki 708º Hikōtai

## Aeronave sobrevivente
Um P1Y1 sobrevivente se encontra no Museu Nacional do Ar e Espaço. Embora apenas sua fuselagem tenha sido fotografada diversas vezes, e possa ser encontrada na internet, suas asas e motores ainda existem. Esta aeronave foi uma das três, no total, que foram trazidas aos Estados Unidos para avaliação, após a Segunda Guerra Mundial.